# FX戦士くるみちゃん
『FX戦士くるみちゃん』（エフエックスせんしくるみちゃん）は、原作：でむにゃん、作画：炭酸だいすきによる日本の漫画。
ウェブコミック・小説投稿サイト「新都社」に、でむにゃんにより発表されていた本作だが、『コミックフラッパー』（KADOKAWA）への連載に伴い、作画担当・炭酸だいすきを迎えてリメイクされた。同誌では2021年3月号より連載開始。
外国為替証拠金取引（FX）を題材としており、母・梢の死の原因となったFXに復讐を誓ったくるみが、逆にFXに憑りつかれ破滅への道を辿る姿や、周囲の人々の悲喜を描いている。
FX用語や状況についての解説を交えつつ、臨場感のある表現を駆使し、FXの経験がない読者にも分かりやすく伝える工夫がなされている。

## あらすじ
くるみちゃんの母はFXで2000万円を溶かして自殺した。5年後、成人を迎えたくるみちゃんは2000万円を取り戻すことを目標にFXを始める。最初こそ順調であったが、窮地に立たされ父の300万円を勝手に使ってしまう。破滅は逃れたものの、FXをやっていることが父に露見して叱責され、FXをやめる。
一方、芽吹ちゃんもまたFXを始めた。萌智子ちゃんが芽吹にくるみを紹介したことで、くるみは芽吹に助言を与える。そして芽吹はくるみの助言のもとに勝ち続けてしまい、くるみもまたFXを再開する。こうしてやす子ちゃんを加えた4人がFXの相場に参入した。くるみの助言を失った芽吹は一転して負けが続き、お金を失って借金を背負ってようやくFXをやめるに至った。
さて、くるみは勝利を重ね、2000万円の目標到達が現実味を帯びてくる。そこで必勝の作戦として、ユロスイを選択する。

## 登場人物
福賀くるみ（ふくが くるみ）
本作の主人公。2014年時点で20歳。くるみが中学生のころに母親の梢がリーマン・ショック時に失い、自ら命を絶つ原因となった2,000万円の損失を取り戻すべく、FXの世界に飛び込む。高校時代はFXに向けての勉強ばかりしていたために年頃の少女らしい遊びをしたことはなく、趣味らしい趣味もない。
大学には特待生として入学し、アルバイトで貯めた資金30万円を元手にFXを始める。母の敵討ちのため2,000万円を目標金額とし、短期決戦による勝ち逃げを狙い、ハイリスクを承知で超高レバレッジの利く海外FXに口座を開いた。
当初は細かな売買を繰り返し、堅実に利益を上げていたが、萌智子の誘導もあって乱高下の激しい通貨に手を出してしまう。相場を読み切れず強制ロスカットの危機に立たされ、郁夫のタンス預金（総額300万円）を盗んで入金し、かろうじて破滅を免れる。この間の値動きに対する執着振りは、事情を知らない萌智子から「強欲の雌豚」と評された。
凄まじい恐怖と高揚感を味わった末、結果的には大幅な利益を確定できたが、郁夫に盗みがばれ、涙ながらの叱責を受けてFXからの引退を決める。 引退当初は別の趣味を見出そうとするなど脱却を試みるが、大損害を出しかけた恐怖が薄れる一方で、僅かな時間で大金を掴んだ快感が忘れられなくなっている自分に気が付き、愕然とする。結局、萌智子の策謀と自分自身の誘惑に負け、国内の業者に口座を開いてFXを再開。以降は完全に吹っ切れるというよりもブレーキが壊れ、20倍レバレッジを低いと言ってのけるなど、萌智子さえ青ざめるレベルの暴走を見せるようになる。
福賀郁夫（ふくが いくお）
くるみの父。妻の梢がFXを行なっていた当時は単身赴任中であり、梢がFXの取引を行っていたことや、損失を埋めるために実家の金を持ち出していた事なども知らずにいた。くるみがタンス預金を盗んだ理由を聞くと、妻を失った過去の経験から、涙ながらに叱責した。
福賀梢（ふくが こずえ）
くるみの母。本来は優しく家庭的で、娘とも仲が良い理想の母親だった。しかし元来数字は苦手であり、FXの沼にはまってからは次第に家事も疎かになっていく。最終的には2,000万円もの大損失を被り、パニックを起こして悪態をつき続ける姿をくるみに目撃されてしまう。その後は損失を埋めようと必死に働くが、やがて心身ともに追い詰められ、飛び降り自殺を遂げた。
小金萌智子（こがね もちこ）
くるみの大学の同級生。FXや株取引で儲ける傍ら、他人が損失を出し、苦しむ姿を見ることを楽しんでいる。
中学校時代から5教科でほぼ満点を取るほど学力は高かったが、それを自分が普通で平均点が低すぎるだけと言い放ったり、同級生に正論で説教をしたりとコミュニケーション下手で、悪気はないものの嫌味な態度をとり続けたため、いじめの対象にされてしまう。家庭生活でも、母が愛人にいいように操られていたため身の置き所がなく、河川敷で拾った猫と共に祖母の家に移り、登校を止めて独学に励む。その結果、高認に合格、大学入試でも優秀な成績が認められ特待生として進学した。
過去の経験がトラウマとなり、人間関係に対して「舐められないよう主導権を取り続ける、自分の情報は隠し弱みを見せない」など、歪んだ価値観を持つに至っている。そのため周囲には冷徹にふるまうが、反面、河川敷で拾った猫を一人暮らしになってからも飼い続けていたり、やす子の描くキャラクターに思わず萌えてしまい、必死に押し隠すといった一面も。
大学受験以前から株取引を行っており、くるみとの会話がきっかけでFXも始める。冷静かつ徹底した手腕を発揮し、大学2年時にはすでに1,000万円を超える資産を形成していた。
FXに対し豊富な知識と無謀ともいえる目標を併せ持つくるみに興味を持ち、その失敗ぶりを観察することで自分の糧にしようと考えていた。一度はFXを引退したくるみの投機欲を焚きつけたのもそのためだったが、やがて狂気じみた彼女の振る舞いを恐れるようになり、ターゲットを破滅に傾きつつある芽吹に切り替え、年利109%という超高利率（個人間融資での法定最高利率）での借金を背負わせる。
山師芽吹（やまし めぶき）
萌智子の紹介でくるみと出会う。くるみの指南を受けて知識ゼロの状態でFXで利益を出すが、自らトレードをしたいと考え出したことで、大きく人生を狂わすこととなる。
「働きたくないから」とFXに手を出し、ろくな知識も持たないままくるみ任せで投機を始めるが、その結果が連戦連勝であったことが、くるみがFXを再開するきっかけとなる。くるみ曰く「（芽吹の）相場の予想は大体間違っている」であり、くるみは彼女の最初の予想を逆張りすることでプラスポジションをキープしていた。
友人のやす子を引き込んだ際、4人でFXの競争を持ちかけるが、期限付きの目標ができてしまったことで様子見(＝情報収集)をするくるみに苛立ち、一方的に独り立ちを開始。しかしカンのみに頼った投機が成功するわけもなく、それまで積み上げた資産をすべて失い、その損失を取り戻そうとして借金を重ねていく。
高根やす子（たかね やすこ）
芽吹の友人。背が低く童顔でスリムなため極端に幼く見えてしまい、同年代である大学生から小学生と勘違いされ、芽吹を案じて夜の街へ飛び出したときには警官に補導されかかったほど。
あふぃちゃんの名前でアフィリエイトブログを運営し、FXの戦績を連載していたが、多額の損失を出したことでFXからは手を引いていた。
友人の芽吹の紹介でくるみたちと出会う。最初は苦い経験からFXを知らないふりをしていたが、芽吹に煽られ、再びFXの世界に入り込む。欲や恐怖に負けて損切のラインを見極められないことが、投機失敗の要因となっている。本人も投機の才能がないことを自覚しているため、くるみたちとの競争からは早々に降りている。
本来の目標はデザイナーとして自分のブランドを立ち上げる事であり、オリジナルキャラクターの可愛らしさは萌智子をも虜にするほど。SNSに投稿した漫画がバズったことを潮としてFXから完全に手を引き、残金をすべて作品に投資すると宣言。努力の結果、同人誌即売会での売り上げを伸ばし、萌智子の協力でマイナー雑誌への売り込みに成功、プロ漫画家への道を歩み始める。
友情に厚く、芽吹がFXの話を持ち掛けた時から彼女の行く末を心配し続けている。
連載版のみの登場人物だが、でむにゃんによるイラストも公開されている。

## 書誌情報
- 原作：でむにゃん、作画：炭酸だいすき『FX戦士くるみちゃん』 KADOKAWA〈MFコミックス フラッパーシリーズ〉、既刊8巻（2025年5月22日現在）
  1. 2021年7月21日発行（同日発売[6][7]）、ISBN 978-4-04-680668-0
  2. 2022年1月21日発行（同日発売[8]）、ISBN 978-4-04-681040-3
  3. 2022年8月23日発行（同日発売[9]）、ISBN 978-4-04-681622-1
  4. 2023年2月21日発行（同日発売[10]）、ISBN 978-4-04-682275-8
  5. 2023年7月22日発売[11]、ISBN 978-4-04-682703-6
  6. 2024年3月23日発売[12]、ISBN 978-4-04-683423-2
  7. 2024年9月21日発売[13]、ISBN 978-4-04-683939-8
  8. 2025年5月22日発売[14]、ISBN 978-4-04-684744-7

## 仮想通貨
2025年1月21日、突如として仮想通貨（ミームコイン）「くるみちゃんコイン($KURUMI)」が作られた。なお、これには原作者は全く関与していないとのことである。